# Kościół św. Józefa Oblubieńca w Lubomierzu
Kościół św. Józefa Oblubieńca w Lubomierzu – drewniana świątynia rzymskokatolicka w miejscowości Lubomierz, pełniąca funkcję kościoła parafialnego miejscowej parafii.
Kościół stoi na niewielkim wzniesieniu, po południowej stronie drogi łączącej Zabrzeż z Mszaną Dolną, przy czarnym szlaku na Kudłoń.

## Historia
Mieszkańcy Lubomierza od dawna starali się o własną świątynię, gdyż mieli problemy z dotarciem do odległego kościoła w Niedźwiedziu. Doczekali się własnej kaplicy w 1844. Była to niewielka świątynia, niewystarczająca dla potrzeb szybko rozwijającej się wsi, a w dodatku zbudowana w miejscu narażonym na podmywanie przez rzekę. Dlatego została rozebrana po wybudowaniu nowego kościoła. Obecnie w miejscu gdzie stała kaplica stoi figura Matki Bożej Niepokalanej.
Kamień węgielny pod budowę nowej świątyni poświęcony został 8 września 1913 i w tym samym roku rozpoczęto prace budowlane. Kościół został poświęcony 15 sierpnia 1914 i otrzymał wezwanie Opieki św. Józefa, które w 1956 zmieniono na św. Józefa Oblubieńca Najświętszej Maryi Panny.
Kolejne lata przyniosły remonty i przebudowy, które w znacznym stopniu zmieniły bryłę kościoła, początkowo składającego się jedynie z nawy i prezbiterium. w latach 1934-1936 dobudowano wieżę. W 1952 poprawiono konstrukcję, wzmocniono walącą się wieżę, wymieniono okna i dokonano restauracji wyposażenia kościoła. W 1967 wybudowano ołtarz soborowy (przodem do wiernych) a miejscowy stolarz Władysław Jarosik wykonał nową ambonę, chrzcielnicę i kredensję.

## Architektura
Kościół w Lubomierzu jest orientowany, czyli z głównym ołtarzem zwróconym w kierunku wschodnim. Nawa zbudowana jest w konstrukcji zrębowej, a góruje nad nią nowsza wieża konstrukcji słupowej. Niskie, zamknięte wielobocznie prezbiterium otacza przydaszek kryty blachą. Do głównej bryły kościoła przylegają od północy kruchta i zakrystia.

## Wnętrze

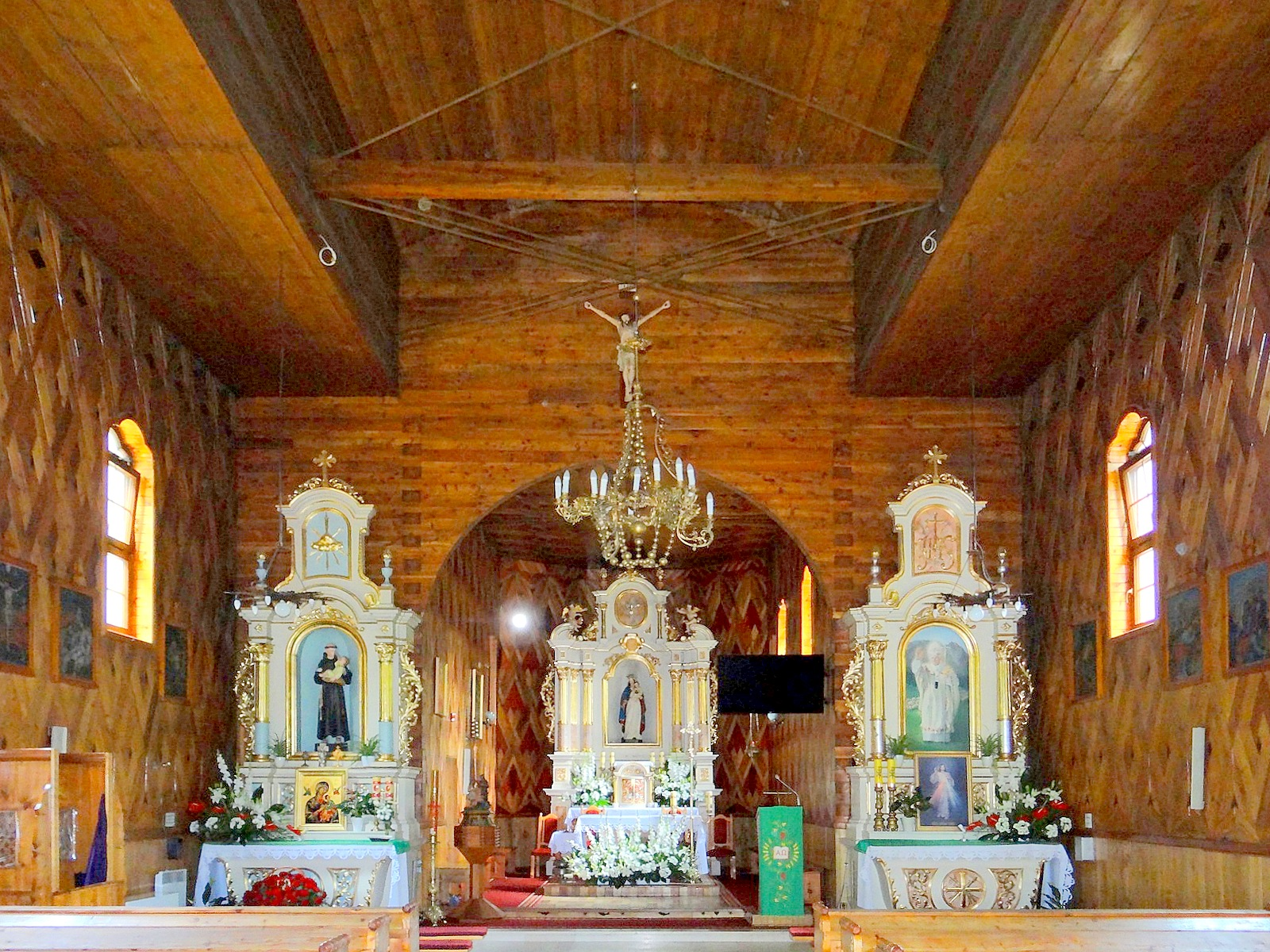
Wnętrze świątyni

Wnętrze kościoła sklepione jest kolebkowo. Strop zdobi boazeria ułożona w dekoracyjną jodełkę. Większość wyposażenia pochodzi z lat 70. XX wieku i wykonana jest z drewna w stylu neobarokowym.

## Ołtarze
ołtarz głównyznajduje się w nim drewniana figura Matki Bożej z Dzieciątkiem. Na jej zasuwie umieszczono wizerunek patrona parafii św. Józefa z Jezusem na ręku. W latach 1968–1993 w ołtarzu tym znajdowała się cenna i otoczona kultem ikona, uratowana przez Franciszkanów ze zrujnowanej cerkwi bizantyjsko-ukraińskiej w Kalwarii Pacławskiej. Ikona ta, znana jako "Matka Boża Królowa Gorców" została 29 czerwca 1993 przekazana do cerkwi archikatedralnej pod wezwaniem Jana Chrzciciela w Przemyślu.
ołtarze boczne
- ołtarz św. Antoniego Padewskiego[1],
- ołtarz z figurą Serca Pana Jezusa[1].